# Allium saposhnikovii
Allium saposhnikovii — вид рослин з родини амарилісових (Amaryllidaceae); поширений у Казахстані, Киргизстані.

## Опис
Рослина заввишки 35–90 см. Квіти білі. Період цвітіння: травень — червень.

## Поширення
Поширений у Казахстані, Киргизстані.